# مايند بكسل
مايند بكسل هو عبارة عن مشروع ذكاء اصطناعي تعاوني قائم على الشبكة يهدف إلى إنشاء قاعدة معرفية لملايين من بيانات الصواب / الخطأ البشرية أو الافتراضات الاحتمالية . واستمر هذا المشروع من بين عامي 2000 و 2005.

## وصف
ابتكر المشاركون في المشروع عبارات بسيطة تهدف إلى أن تكون صحيحة أو خاطئة بشكل موضوعي لـ 20 مشاركًا مجهولاً. تم تخفيض وضع المشاركين الذين كانت ردودهم تتعارض باستمرار مع الأغلبية واستبعادهم في النهاية. وبالمثل، فإن المشاركين الذين قدموا مساهمات لم يوافق عليها الآخرون كانت صحيحة أو خاطئة من الناحية الموضوعية، تم تخفيض وضعهم. وأطلق على ذلك بعدها اسم مايند بكسل.
حشد المشروع جهود آلاف المشاركين وقيل أنه «أكبر جهد ذكاء اصطناعي على كوكب الأرض».
صمم كريس ماكينستري، عالم الكمبيوتر والمشغل السابق للتلسكوب الكبير جدًا للمرصد الأوروبي الجنوبي في تشيلي، المشروع باعتباره (مجموعة عناصر اختبار الإشارة الذكية الدنيا ) في عام 1996. تم تطوير مايند بكسل من هذا البرنامج، وبدأ في عام 2000 وكان به 1.4 مليون مايند بكسل في يناير 2004. تُعرف قاعدة البيانات وبرامجها باسم «الوعي الاصطناعي العام».
اعتقد ماكينستري أنه يمكن استخدام قاعدة بيانات مايند بكسل جنبًا إلى جنب مع الشبكة العصبية لإنتاج مجموعة من المعرفة البشرية "التفكير البديهي" والتي سيكون لها قيمة سوقية. وُعِد المشاركون في المشروع بالمشاركة في أي قيمة مستقبلية وفقًا لعدد وحدات مايند بكسل التي قاموا بإنشائها بنجاح.
في 20 سبتمبر من عام 2005، فقدت مايند بكسل خادمها المجاني ولم تعد تعمل. تم إعادة كتابته بواسطة كريس ماكينستري كـ مايند بكسل"2" وكان من المفترض أن يظهر على خادم جديد في فرنسا.
توفي كريس ماكينستري منتحراً في 23 يناير من عام 2006 وترك خلفه مستقبل المشروع وتكامل البيانات غير مؤكد. يشير (mindpixel.com) حاليًا إلى موقع ويب لاختبار الذكاء.
تم استخدام بعض من بيانات مايند بكسل بواسطة مايكل سبيفي من جامعة كورنيل وريك ديل من جامعة ميمفس لدراسة نظريات التفكير عالي المستوى وديناميات التفكير الزمنية المستمرة. صمم ماكينستري مع ديل وسبيفي تجربة نُشرت في مجلة علم النفس في عددها الصادر في يناير من عام 2008. في هذه الورقة، يستخدم ماكينستري (كمؤلف أول بعد وفاته) وديل وسبيفي مجموعة صغيرة جدًا ومختارة بعناية من عبارات مايند بكسل لإظهار أنه حتى عمليات التفكير عالية المستوى مثل اتخاذ القرار يمكن الكشف عنها في الديناميكيات اللاخطية للفعل الجسدي.
مشاريع أخرى مماثلة لاكتساب المعرفة مدعومة بالذكاء الاصطناعي هي تعلم اللغة التي تنتهي أبداً والانفتاح والبديهية (يديرها معهد ماساتشوستس للتكنولوجيا)، هذا الأخير يتم إيقافه أيضاً عندما توفي مديره منتحراً.

## روابط خارجية
- الصفحة الرئيسية لـ مايند بكسل (تشير حاليًا إلى «اختبار ذكاء مايند بكسل» باستخدام قاعدة بيانات مايند بكسل من البيانات التي تم التحقق من صحتها)
- مايند بكسل (في أرشيف الإنترنت)
- مقابلة مع كريس ماكينستري حول مشروع مايند بكسل على موقع سلاش دوت، يوليو 2000
- تم تصميم اختبار الذكاء البديل بشكل فضفاض بعد مشروع مايند بكسل (فبراير 2006).
- منشور مدونة حول انتحار مايند بكسل وكريس ماكينستري يحتوي على الكثير من المعلومات الأساسية والمعلومات الداخلية عن المشروع. نشر يوم السبت 6 مايو 2006
- ويغي (نوع آخر جديد من مشروع مايند بكسل).
- أدوات مساعدة برمجية مفتوحة المصدر لمعالجة مجموعة بيانات مايند بكسل